# Tatiana Doguileva
Tatiana Anatolievna Doguileva (en russe : Татьяна Анатольевна Догилева), née le 27 février 1957 à Moscou en Union soviétique, est une actrice soviétique puis russe.

## Filmographie
- 1981 : Vassili et Vassilissa de Irina Poplavskaïa
- 1982 : Une gare pour deux de Eldar Riazanov
- 1982 : La Porte Pokrovski de Mikhaïl Kozakov
- 1982 : La Vie privée de Youli Raizman
- 1984 : La Blonde au coin de la rue de Vladimir Bortko
- 1984 : Prokhindiada, ili Beg na meste de Viktor Tregoubovitch
- 1985 : Le Dossier personnel du juge Ivanova de Ilia Frez
- 1987 : Mélodie oubliée pour une flûte de Eldar Riazanov
- 1991 : La Fracture afghane de Vladimir Bortko
- 1998 : Qui, sinon nous de Valery Priomykhov
- 1999 : Est-Ouest de Régis Wargnier
- 2005 : Colin-maillard de Alexeï Balabanov
- 2021 : Docteur Lisa de Oxana Karas

## Distinctions

### Récompenses
- 2000 : Artiste du peuple de la fédération de Russie[1]